# 원 브레스
《원 브레스》(러시아어: Один вдох)는 2020년 공개된 러시아의 드라마 영화이다. 프리다이빙 선수 나탈리아 몰차노바의 삶을 바탕으로 각색한 영화이다.

## 배역
주연
- 빅토리야 이사코바 - 마리나 역

조연
- 막심 수하노프 - 바딤 바티아로프 역
- 크리스티안 키에링 - 루퍼트 역
- 세르게이 소스놉스키 - 마리나의 아버지 역
- 아르툠 트카첸코
- 블라디미르 야글리치 - 이그나트 역